# スタジオ・エコー
株式会社スタジオ・エコー（英: Studio Echo, Inc.）は、東京都渋谷区東に本社を置く日本の企業。
劇団テアトル・エコーのグループ会社で、主に海外作品の翻訳や吹き替え版制作、各種イベント等の企画制作などポストプロダクション業務を行うほか、テアトル・エコーの本拠地である恵比寿・エコー劇場や所有する録音スタジオの入るエコービルの運営を行う。日本音声製作者連盟に加盟。

## 概要
1954年に発足した劇団テアトル・エコー（1957年に法人化）は声優としても活動する劇団員が多く、吹き替えを筆頭にキャスティング協力や制作協力をする作品もあった。1988年に吹き替え制作部門として設立。
上述の経緯から、制作する吹き替えにテアトル・エコー劇団員が多数キャスティングされるという特色があり、公式サイトの英語版では「テアトル・エコーの100名を超える舞台俳優・吹き替え俳優を活用することができます。この豊富な人材が、あらゆるキャラクターや人間模様に対応した声とパフォーマンスを提供します。」と記載されている。また、芸能人やタレントの吹き替えにおける指導実績も豊富である。
吹き替え制作における主な取引先にウォルト・ディズニー・ジャパン、パラマウント・ピクチャーズ、ユニバーサル・スタジオ・テレビジョン、20世紀スタジオ ホーム エンターテイメント、ディスカバリーチャンネル、アニマルプラネットなどがある。特にディズニー作品は設立前から吹き替え制作に協力することがあり、現在も多くの作品で吹き替えの録音制作に携わっているほか、東京ディズニーリゾートを運営するオリエンタルランドとも取引を行っている。
日本での主な取引先には、NHK、日本テレビ、TBS、東宝、東映、松竹、ニッポン放送、ポニー・キャニオンなどがある。

## 主なスタッフ

### 現在
- いずみつかさ（翻訳家）[6]
- 上村利秋（調整）
- 門倉徹（調整）
- 村井亨子（制作進行・代表取締役）
- 平野智子（演出）
- 奥田啓人（演出）
- 木村聡子（音楽演出）

### 過去
- 日比野祥規（調整）

## 録音スタジオ
本社エコービル内に、5つの録音スタジオと1つの編集室を併設。録音スタジオは元々3つ存在していたが、2013年と2019年に新たなスタジオを新設している。
- Studio 1
- Studio 2 - 5.1chに対応。
- Studio 3
- Studio 4 - 海外クライアントのニーズに合わせ、インタビュー収録等のメディア対応可能なスペースも設置[8]。
- Studio 5 - 7.1chに対応
- Video Editing Room

上記の他、多目的な用途に使用できるレンタルスタジオ「スペースエコー」も併設する。

## 主な吹き替え作品

### テレビ作品
テレビアニメ
- ぞうのババール〜バドゥのだいぼうけん
- バートとアーニーのだいぼうけん
- オリビア
- おたすけマニー
- ジャングル・ブック
- ジャングル・ジャンクション
- ジェイクとネバーランドのかいぞくたち
- すすめ!オクトノーツ
- しろくまのクロード　ディズニージュニア
- びっくりスケアリー
- ムークのせかいりょこう
- ちいさなプリンセス ソフィア
- 絶叫キャンプ　レイクボトム
- せいぶのねこキャリー
- 悪魔バスター★スター・バタフライ
- ブンブン・タカコとブーブー・ヒューバート
- チクタク・タウン（英語版）
- チャック・チャック（英語版）
- おとぎのもりのゴールディとベア
- アバローのプリンセス エレナ
- マイルズのトゥモローランドだいさくせん
- ラプンツェル ザ・シリーズ
- パグ・パグ・アドベンチャー
- バンピリーナとバンパイアかぞく
- しゅつどう!パジャマスク
- マペット・ベビー
- マイルズのミッション・フォース・ワン
- 爆走ナマケモノ!フリーキー
- トッツ とべ! あかちゃん おとどけたい
- ロケッティア
- スイッチ 〜運命のいたずら〜
- スポンジ・ボブ
- アバター 伝説の少年アン
- うさぎのモフィ
- ピーターラビット
- カンフー・パンダ ザ・シリーズ (途中から)
- おうこくのめいたんてい ミラ
- ザ・ビーチバディ
- イーハー!きょうりゅうぼくじょう
- ブルーイ（シーズン３から）
- スーパーキティ
- キーヤとキモージャヒーロー
- ゴースト＆モリー

テレビドラマ
- あそぼう!イマジネーションムーバーズ
- シェキラ!
- KING兄弟

テレビ番組
- 世界のドキュメンタリー
- BBC地球伝説
- セサミストリート: エルモのおうちで遊ぼう

### 映画作品

#### 劇場公開作品
- バンビ
- アラジン
- ポカホンタス
- トイ・ストーリー
- トイ・ストーリー2
- トイ・ストーリー3
- ムーラン
- ムーラン2
- 魔法にかけられて
- ボルト
- プリンセスと魔法のキス
- 塔の上のラプンツェル
- リアル・スティール
- パイレーツ・オブ・カリビアン4 生命の泉
- メリダとおそろしの森
- フランケンウィニー
- ローンレンジャー
- アナと雪の女王
- マレフィセント
- シンデレラ
- インサイド・ヘッド
- ディズニーネイチャー
  - フラミンゴに隠された地球の秘密（英語版） - ポール・ウェブスター監督
  - クマの親子の物語（英語版） - アラステア・フォザーギルプロデュース
  - サルの王国とその掟（英語版）
- アリス・イン・ワンダーランド/時間の旅
- ピートと秘密の友達
- モアナと伝説の海
- 美女と野獣 ※実写映画版
- カーズ/クロスロード
- マイティ・ソー バトルロイヤル
- アナと雪の女王/家族の思い出
- メリー・ポピンズ　リターンズ
- アラジン ※実写映画版
- アナと雪の女王2
- アナスタシア
- スポンジ・ボブ 海のみんなが世界を救Woo!
- クルエラ
- 整形水
- ミラベルと魔法だらけの家
- バズ・ライトイヤー
- ホーンテッドマンション　※2023年公開版

#### 映像ソフト作品
- アラジンジャファーの逆襲
- アラジン完結編盗賊王の伝説
- 天使にラブソングを
- 天使にラブソングを2
- メリー・ポピンズ
- トスカーナの休日
- コールドマウンテン
- 守護神
- ゼア・ウィル・ビー・ブラッド
- あなたは私の婿になる
- ザ・マペッツ
- ソウル・サーファー
- 幸せの教室
- ウォルト・ディズニーの約束
- マペットのクリスマス・キャロル
- マペットの宝島
- マンデラ 自由への長い道
- ミリオンダラー・アーム
- スヌーピーの大冒険
- スヌーピーとチャーリー
- 戦争と平和
- 普通の人々
- アイ・ラブ・ルーシー
- 赤毛のアン〜アンの青春・完全版〜
- 美術館の隣の動物園
- シャンハイナイト
- ターミネーター2

### ネット番組作品
ディズニープラス
- わんわん物語（実写版）
- トーゴー
- ノエル
- イントゥ・ジ・アンノウン～メイキング・オブ・アナと雪の女王２（英語版）
- ザ・マペッツ・メイヘム
- マペット大集合!
- マペットのホーンテッドマンション
- マペットの夢みるハリウッド
- ハワード－ディズニー音楽に込めた物語－（英語版）
- ムーラン (実写版)
- ソウルフル・ワールド
- 飛べないアヒル -ゲームチェンジャー-
- ビッグショット!
- オラフが贈る物語
- ディズニーパークの裏側 ～進化し続けるアトラクション～
- ザ・プレミス
- カーズ・オン・ザ・ロード
- 全力！プラウドファミリー
- スニーカーシンデレラ
- 魔法にかけられて２
- イディナ・メンゼル：マディソン・スクエア・ガーデンまでの道のり
- ペンタトニックス：ザ・ワールド・クリスマス
- ドリームダンク
- ピーター・パン&ウェンディ
- LEGO ディズニープリンセス：お城の冒険

ネットフリックス
- ボージャック・ホースマン
- フレークド（英語版）
- エバー・アフター・ハイ
  - シーズン4：ドラゴン・ゲーム
  - シーズン5：冬の物語
- ロンドン・スパイ（英語版）
- エクスパンス -巨獣めざめる-
- 遅咲きのボク（英語版）
- ナチュラル・ボーン・プランクスター～究極ドッキリ作戦（英語版）
- 私立探偵ダーク・ジェントリー
- ギルト～罪深き闇～（英語版）
- わたしたち、ララループシー!（英語版）
- 狼の食卓（英語版）
- スペクトル
- クリスマスの願い事
- クリスマスは家族で
- 最新絶叫計画
- キーパーズ（英語版）
- エクエストリア・ガールズ: キャンタロット高校物語
- セキュリティ
- ネオ・ヨキオ
- グリーンリーフ (シーズン2)
- RENT/レント
- マンハント
- Weeds～ママの秘密
- スーパーウィングス
- バービー プリンセス・パワー（フランス語版）
- バービーと妖精の国フェアリートピア
- バービーと人魚の国マーメディア
- モンスター・ハイ よーい!カメラ!アクション!
- モンスター・ハイのシリーズリスト（英語版）
  - MONSTER・HIGH グールズルール
  - MONSTER・HIGH サーティーン ウィッシーズ
- カップケーキ&ダイノのなんでも屋（英語版）
- 両刃の先進医療（英語版）
- 2バッドガイズ(スコット・アドキンス主演)
- 運命を変える8日間（英語版）
- ボディガード -守るべきもの-
- ロボヅナ（英語版）
- 聖夜の贈り物
- クリスマス・ウェディング（英語版）
- バービー ドリームハウス・アドベンチャー（英語版）
- ウォーターシップ・ダウンのウサギたち
- こころ呼ぶとき（英語版） (シーズン5)
- ザ・ハード・ウェイ
- トゥカ&バーティー
- ポイント・ブランク -この愛のために撃て-
- ダイアグノーシス-謎の症状を探る-（英語版）
- ルイの9番目の人生
- イン・ザ・トール・グラス -狂気の迷路-
- マクマホン・ファイル
- ミーン・ガールズ2（英語版）
- Barbie Dreamhouse Adventures: Go! バービーファミリー!
- ニミュエ 選ばれし少女
- 希望のカタマリ
- イジーとコアラの世界（英語版）
- マチルダ・ザ・ミュージカル
- スクルージ：クリスマスキャロル
- ギレルモ・デル・トロのピノッキオ

Amazon Prime Video
- フィアー・ザ・ウォーキング・デッド
- バッドランド〜最強の戦士〜（英語版）
- ハップとレナード～危険な2人～（英語版）
- ザ・テラー
- ダイエットランド（英語版）
- エクスパンス -巨獣めざめる-(シーズン1～3)

YouTube
- セサミストリート
- バービー ヴィログ
- Novelmore "Invincibus"

Apple TV
- ダブリン殺人課